# The Coalition
The Coalition, ehemals Zipline Studios (2010–2011), Microsoft Game Studios Vancouver (2011–2012) und Black Tusk Studios (2012–2015), ist ein kanadisches Entwicklungsstudio für Videospiele mit Sitz in Vancouver, British Columbia. The Coalition gehört zu den Xbox Game Studios und ist seit 2014 hauptverantwortlich für die Entwicklung der Spielereihe Gears of War.

## Geschichte
Das Studio wurde im Februar 2010 als Zipline Studios gegründet und entwickelte das Spiel Relic Rescue. Am 2. Mai 2011 wurde das Studio in Microsoft Game Studios Vancouver umbenannt und angekündigt, das Studio arbeite an Microsoft Flight und dem Shooter Project Columbia für die Xbox-360-Bewegungssteuerung Kinect. Am 25. Juli 2012 wurde Project Columbia und die weitere Entwicklung von Microsoft Flight abgebrochen, wobei alle 35 am Projekt beteiligten Mitarbeiter entlassen wurden. Am 29. November 2012 wurde das Studio in Black Tusk Studios umbenannt und mit der Schaffung eines neuen großen Franchises beauftragt.
Am 27. Januar 2014 wurde bekannt, dass Microsoft das Gears-of-War-Franchise von Epic Games erworben hatte und dass Black Tusk Studios die Entwicklung zukünftiger Spiele der Serie übernehmen würden. Als Teil der Akquisition stellte Microsoft auch Rod Fergusson ein, der ausführender Produzent der ersten drei Spiele war. Am 3. Juni 2015 gab Fergusson bekannt, dass die Black Tusk Studios in The Coalition umbenannt wurden. Ähnlich wie bei dem für Halo verantwortlichen Entwicklerstudio 343 Industries verweist der Name auf eine Gruppierung innerhalb von Gears of War.

## Entwickelte Spiele
| Jahr                                 | Titel                          | Plattformen                    |
| ------------------------------------ | ------------------------------ | ------------------------------ |
| als Zipline Studios                  |                                |                                |
| 2011                                 | Relic Rescue                   | Facebook                       |
| als Microsoft Game Studios Vancouver |                                |                                |
| 2012                                 | Microsoft Flight               | Windows                        |
| als The Coalition                    |                                |                                |
| 2015                                 | Gears of War: Ultimate Edition | Xbox One                       |
| 2016                                 | Gears of War: Ultimate Edition | Windows                        |
| 2016                                 | Gears of War 4                 | Windows, Xbox One              |
| 2019                                 | Gears 5                        | Windows, Xbox One, Xbox Series |
| 2020                                 | Gears Tactics                  | Windows, Xbox One, Xbox Series |